# Busurungi
Koordinaten: 1° 42′ S, 28° 29′ O
Busurungi ist ein Dorf in der Demokratischen Republik Kongo. Es liegt in der Provinz Nord-Kivu im Osten des Landes in der Nähe von Kiuli.

## Lage
Busurungi liegt durchschnittlich 1.196 Meter über dem Meeresspiegel.
Busurungi ist eine längliche Siedlung, die von vier bewaldeten Hügeln umgeben ist. Zwei der Hügel heißen „Moka“ und „Kimomo“. In der Umgebung liegt auch der Shario-Wald sowie im Süden die kleine Stadt Humbo.

## Wetter und Naturkatastrophen
Die Gegend ist stark erdbebengefährdet. Ein Erdbeben mit einer Stärke von Sechs bis Sieben auf der Richterskala ist etwa alle 50 Jahre zu erwarten.
Außerdem besteht die Gefahr einer Flutkatastrophe.
Der wärmste Monat ist der September, in dem die Durchschnittstemperatur mittags 26 °C beträgt. Der kälteste Monat ist der Juli mit nachts durchschnittlich 13,5 °C. Es gibt keine Jahreszeiten.

## Natur
Das Klima ist feucht und die Natur größtenteils intakt.
Die Vegetation besteht aus immergrünen oder laubwechselnden Wäldern.
Das Klima wird als „tropische Savanne“ klassifiziert.

## Massaker
In der Nacht vom 9. zum 10. Mai 2009 fand in Busurungi bei einem Angriff der Forces Démocratiques de Libération du Rwanda (FDLR) auf Stellungen der kongolesischen Armee (FARDC) ein Massaker statt, bei dem 94 Menschen getötet und rund 1.500 Häuser in Brand gesteckt wurden.
Das Massaker spielt eine wichtige Rolle im Kriegsverbrecherprozess gegen FDLR-Anführer Ignace Murwanashyaka und seinen Vize Straton Musoni, die 2015 vom Oberlandesgericht Stuttgart verurteilt wurden.